# Mirzes
Els mirzes fou una família o nissaga d'origen timúrida que va operar al segle XVI provocant turbulències a l'Imperi Mogol sota Akbar el Gran. La família estava emparentada (cosins en sisè grau) als mogols, ja que els mirzes descendien d'Umar Shaykh Mirza (? - 1391), segon fill de Tamerlà, i Akbar descendia del tercer fill Djalal al-Din Miran Shah.

## Història
Ways (o Uways) Mirza es va casar amb la filla de Sultan Husayn Mirza (més conegut com a Hussayn Bayqara) d'Herat i foren pares de Muhàmmad Sultan Mirza. Aquest va tenir sis fills (Ulugh, Shah, Muhammad Husayn, Ibrahim Husayn, Masud Husayn i Akil) tots els quals van posseir iktes (feus) als districtes de Sambhal i Azampur. Van abusar de la seva posició i parentiu, i aprofitant l'absència d'Akbar el Gran (que havia anat a lluitar contra Muhammad Hakim el qual marxava de Kabul a Lahore) van intentar ampliar els seus dominis i incorporar terres de la corona (khalisa). Els sis prínceps foren desposseïts pel general mogol Munim Khan, enviat per Akbar, i van haver de fugir cap a Malwa (1567), territori del qual el seu governador estava absent (acompanyant a Akbar), on es van apoderar de diverses ciutats i districtes. Les forces imperials enviades a la zona els van fer fugir cap a Mandu i d'aquesta fortalesa cap al Gujarat, el mateix 1567. Akbar va castigar la revolta empresonant a Bayana a Muhammad Sultan, el pare del sis rebels, que no va tardar a morir. Poc després els sis germans i dos fills del germà gran Ulugh Mirza (de noms Sikandar i Mahmud Sultan) es van reorganitzar i van envair altre cop Malwa assetjant Ujjain, però les notícies de l'anarquia al Gujarat (que va portar finalment a la caiguda del sultanat) els va aconsellar retornar.
Un noble de Gujarat, Changiz Khan, aprofitant les lluites entre els diversos amirs durant el regnat de Muzaffar III (1561-1573), va atacar Nandurbar al sultanat de Khandesh, i la va ocupar i va seguir cap a Thalner. Miran Muhammad Shah II, sobirà farúquida de Khandesh, amb ajut de Tufal Khan de Berar el va poder rebutjar i recuperar Nandurbar. Llavors va reclamar els seus drets al tron de Gujarat i va avançar cap a Ahmedabad. Els mirzes van ajudar a aixecar un exèrcit a Chinghiz Khan, el noble més capacitat del país, que dominava a Surat, Nandod i Champaner, mentre el seu cunyat Rustam Khan dominava Bharoc; Chinguiz en recompensa va cedir al mirzes diverses iktes a la regió de Bharoc. Amb aquest exèrcit Chinguiz va poder derrotar a Miran Muhammad Shah II prop d'Ahmedabad, i el farúquida fou rebutjat. Després d'això els mirzes van rebre més iktes, però no van tardar a intentar arrabassar territoris als seus veíns i es van destacar per la seva crueltat a Bharoc. Chinguiz, alertat, va enviar un exèrcit a la zona i els mirzes foren derrotats i van fugir a Khandesh on van saquejar Burhanpur i després es van retirar a Malwa. Mentre l'exèrcit reclutat per Chinguiz es va enfrontar a Itimad Khan, regent i home fort del sultanat en nom de l'infant Muzaffar III (1561-1573). Itimad Khan va cridar en ajut a Akbar el Gran que era a Chitor.
Akbar va iniciar la campanya el juliol de 1572 sortint de Fatehpur Sikri. Els mogols van enviar tropes contra els mirzes a Malwa i foren assetjats a Ranthambor de la que s'havien apoderat, i foren perseguits fins al riu Narmada, al creuar el qual molts soldats dels mirzes es van ofegar, però l'enfonsament del poder al sultanat de Gujarat quan hi van entrar els mogols, els va permetre recuperar els seus feus a Bharoc i encara apoderar-se d'altres llocs. Akbar va arribar a Patan, la capital del Gujarat el novembre i allí va rebre la submissió dels nobles; va continuar el seu camí cap a Khambayat (Cambay) i pel camí va saber d'una revolta a Ahmedabad d'alguns nobles que fou sufocada ràpidament; Chinguiz Khan, que dominava de fet aquesta ciutat, havia estat assassinat per una facció dels habshis; amb la seva mort tots els territoris al sud del riu Mahi van passar als mirzes, que a més de dominar Bharoc, van controlar les regions de Surat (Muhammad Husayn), Baroda (Ibrahim Husayn) i Champaner (Shah Mirza), i es van aliar als habshis, oposant-se a l'avanç mogol; però foren derrotats per les forces imperials a la batalla de Sarnal el 23 de desembre de 1572 en què els mirzes anaven dirigits per Ibrahim Husayn Mirza que va poder fugir a Agra, mentre la seva esposa Gulrukh Begam (filla del mogol Mirza Kamram) es va refugiar al Dècan amb el seu fill Muzaffar Husayn Mirza; Mirza Aziz Koka, germà de llet d'Akbar, fou nomenat governador del Gujarat amb seu a Ahmedabad; Surat fou assetjada i va capitular el 26 de febrer de 1573. Mentre Muhammad Husayn Mirza i Shah Mirza es van aliar al noble gujarati Shir Khan Fuladi i van atacar Patan que fou assetjada però foren derrotats per Aziz Koka i Muhammad Husayn va fugir també al Dècan. En aquestos dies, al mateix temps, Ibrahim Husayn Mirza, va sortir d'Agra i va intentar conquerir Nagawr al Rajasthan, junt amb el seu germà Masud Husayn Mirza, però va fracassar; va entrar llavors al Panjab però el governador local el va derrotar i Masud Husayn fou fet presoner; Ibrahim Husayn va fugir a Multan on fou ferit i fet presoner pels balutxis, que el van entregar a les autoritats imperials, morint de les ferides. Akbar va donar per acabada la campanya i va retornar a Fatehpur Sikri (abril del 1573).
Poc després de sortir Akbar del país, els mirzes manats per Muhammad Husayn Mirza, es van revoltar altre cop aliats a la noblesa dels habshis i al raja d'Idar. El governador mogol Aziz Koka va quedar assetjat a Ahmedabad, però Akbar va retornar en 9 dies de marxes forçades i va derrotar els rebels a la batalla d'Ahmedabad (setembre del 1573). Muhammad Husayn Mirza fou fet presoner i mentre Akbar perseguia als derrotats, els guardians del mirza el van executar.
Encara que hi va haver una revolta menor dels mirzes el 1577, dirigida pel jove Muzaffar Husayn Mirza, fins aleshores refugiat al Dècan, però només va caler un cos expedicionari mogol enviat per reprimir l'intent. Muzaffar fou derrotat pel raja Todar Mall i va fugir i es va refugiar a Junagadh, on va reagrupar als seus partidaris i va atacar Ahmedabad però fou rebutjat. Poc després fou capturat pel raja Raja Ali Khan Adil Shah IV de Khandesh, i entregat a Akbar. Va restar empresonat 12 anys i després fou perdonat i nomenat governador de Kanauj; turbulent com sempre, fou destituït i per dues vegades va estar a la presó però fou alliberat; finalment va morir poc després del 1600 de mort natural.

## Genealogia
|  |  |          |          |          |          |          |          |                       |               |               |               | Tamerlà                    |               |               |               |               |               |                 |                 |                 |                 |                 |                 |                 |                 |                 |                 |                 |                 |                 |                 |  |  |              |              |              |              |              |              |  |  |      |      |      |      |      |      |  |  |  |  |  |  |  |  |  |  |  |  |  |  |  |  |  |  |  |  |  |  |  |  |
|  |  |          |          |          |          |          |          |                       |               |               |               |                            |               |               |               |               |               |                 |                 |                 |                 |                 |                 |                 |                 |                 |                 |                 |                 |                 |                 |  |  |              |              |              |              |              |              |  |  |      |      |      |      |      |      |  |  |  |  |  |  |  |  |  |  |  |  |  |  |  |  |  |  |  |  |  |  |  |  |
|  |  |          |          |          |          |          |          |                       |               |               |               | Umar Shaykh Mirza          |               |               |               |               |               |                 |                 |                 |                 |                 |                 |                 |                 |                 |                 |                 |                 |                 |                 |  |  |              |              |              |              |              |              |  |  |      |      |      |      |      |      |  |  |  |  |  |  |  |  |  |  |  |  |  |  |  |  |  |  |  |  |  |  |  |  |
|  |  |          |          |          |          |          |          |                       |               |               |               |                            |               |               |               |               |               |                 |                 |                 |                 |                 |                 |                 |                 |                 |                 |                 |                 |                 |                 |  |  |              |              |              |              |              |              |  |  |      |      |      |      |      |      |  |  |  |  |  |  |  |  |  |  |  |  |  |  |  |  |  |  |  |  |  |  |  |  |
|  |  |          |          |          |          |          |          |                       |               |               |               | Baykara Mirza (+1423)      |               |               |               |               |               |                 |                 |                 |                 |                 |                 |                 |                 |                 |                 |                 |                 |                 |                 |  |  |              |              |              |              |              |              |  |  |      |      |      |      |      |      |  |  |  |  |  |  |  |  |  |  |  |  |  |  |  |  |  |  |  |  |  |  |  |  |
|  |  |          |          |          |          |          |          |                       |               |               |               |                            |               |               |               |               |               |                 |                 |                 |                 |                 |                 |                 |                 |                 |                 |                 |                 |                 |                 |  |  |              |              |              |              |              |              |  |  |      |      |      |      |      |      |  |  |  |  |  |  |  |  |  |  |  |  |  |  |  |  |  |  |  |  |  |  |  |  |
|  |  |          |          |          |          |          |          |                       |               |               |               | Giyath al-Din Mansur Mirza |               |               |               |               |               |                 |                 |                 |                 |                 |                 |                 |                 |                 |                 |                 |                 |                 |                 |  |  |              |              |              |              |              |              |  |  |      |      |      |      |      |      |  |  |  |  |  |  |  |  |  |  |  |  |  |  |  |  |  |  |  |  |  |  |  |  |
|  |  |          |          |          |          |          |          |                       |               |               |               |                            |               |               |               |               |               |                 |                 |                 |                 |                 |                 |                 |                 |                 |                 |                 |                 |                 |                 |  |  |              |              |              |              |              |              |  |  |      |      |      |      |      |      |  |  |  |  |  |  |  |  |  |  |  |  |  |  |  |  |  |  |  |  |  |  |  |  |
|  |  |          |          |          |          |          |          |                       |               |               |               |                            |               |               |               |               |               |                 |                 |                 |                 |                 |                 |                 |                 |                 |                 |                 |                 |                 |                 |  |  |              |              |              |              |              |              |  |  |      |      |      |      |      |      |  |  |  |  |  |  |  |  |  |  |  |  |  |  |  |  |  |  |  |  |  |  |  |  |
|  |  |          |          |          |          |          |          | Baykara Mirza         | Baykara Mirza | Baykara Mirza | Baykara Mirza | Baykara Mirza              | Baykara Mirza |               |               |               |               |                 |                 |                 |                 | Hussayn Bayqara | Hussayn Bayqara | Hussayn Bayqara | Hussayn Bayqara | Hussayn Bayqara | Hussayn Bayqara |                 |                 |                 |                 |  |  |              |              |              |              |              |              |  |  |      |      |      |      |      |      |  |  |  |  |  |  |  |  |  |  |  |  |  |  |  |  |  |  |  |  |  |  |  |  |
|  |  |          |          |          |          |          |          | Baykara Mirza         | Baykara Mirza | Baykara Mirza | Baykara Mirza | Baykara Mirza              | Baykara Mirza |               |               |               |               |                 |                 |                 |                 | Hussayn Bayqara | Hussayn Bayqara | Hussayn Bayqara | Hussayn Bayqara | Hussayn Bayqara | Hussayn Bayqara |                 |                 |                 |                 |  |  |              |              |              |              |              |              |  |  |      |      |      |      |      |      |  |  |  |  |  |  |  |  |  |  |  |  |  |  |  |  |  |  |  |  |  |  |  |  |
|  |  |          |          |          |          |          |          | Sultan Ways Mirza     |               |               |               |                            |               |               |               |               |               |                 |                 |                 |                 |                 |                 |                 |                 |                 |                 |                 |                 |                 |                 |  |  |              |              |              |              |              |              |  |  |      |      |      |      |      |      |  |  |  |  |  |  |  |  |  |  |  |  |  |  |  |  |  |  |  |  |  |  |  |  |
|  |  |          |          |          |          |          |          |                       |               |               |               |                            |               |               |               |               |               |                 |                 |                 |                 |                 |                 |                 |                 |                 |                 |                 |                 |                 |                 |  |  |              |              |              |              |              |              |  |  |      |      |      |      |      |      |  |  |  |  |  |  |  |  |  |  |  |  |  |  |  |  |  |  |  |  |  |  |  |  |
|  |  |          |          |          |          |          |          | Muhammad Sultan Mirza |               |               |               |                            |               |               |               |               |               |                 |                 |                 |                 |                 |                 |                 |                 |                 |                 |                 |                 |                 |                 |  |  |              |              |              |              |              |              |  |  |      |      |      |      |      |      |  |  |  |  |  |  |  |  |  |  |  |  |  |  |  |  |  |  |  |  |  |  |  |  |
|  |  |          |          |          |          |          |          |                       |               |               |               |                            |               |               |               |               |               |                 |                 |                 |                 |                 |                 |                 |                 |                 |                 |                 |                 |                 |                 |  |  |              |              |              |              |              |              |  |  |      |      |      |      |      |      |  |  |  |  |  |  |  |  |  |  |  |  |  |  |  |  |  |  |  |  |  |  |  |  |
|  |  |          |          |          |          |          |          |                       |               |               |               |                            |               |               |               |               |               |                 |                 |                 |                 |                 |                 |                 |                 |                 |                 |                 |                 |                 |                 |  |  |              |              |              |              |              |              |  |  |      |      |      |      |      |      |  |  |  |  |  |  |  |  |  |  |  |  |  |  |  |  |  |  |  |  |  |  |  |  |
|  |  | Ulugh    | Ulugh    | Ulugh    | Ulugh    | Ulugh    | Ulugh    |                       |               | Shah          | Shah          | Shah                       | Shah          | Shah          | Shah          |               |               | Muhammad Husayn | Muhammad Husayn | Muhammad Husayn | Muhammad Husayn | Muhammad Husayn | Muhammad Husayn |                 |                 | Ibrahim Husayn  | Ibrahim Husayn  | Ibrahim Husayn  | Ibrahim Husayn  | Ibrahim Husayn  | Ibrahim Husayn  |  |  | Masud Husayn | Masud Husayn | Masud Husayn | Masud Husayn | Masud Husayn | Masud Husayn |  |  | Akil | Akil | Akil | Akil | Akil | Akil |  |  |  |  |  |  |  |  |  |  |  |  |  |  |  |  |  |  |  |  |  |  |  |  |
|  |  | Ulugh    | Ulugh    | Ulugh    | Ulugh    | Ulugh    | Ulugh    |                       |               | Shah          | Shah          | Shah                       | Shah          | Shah          | Shah          |               |               | Muhammad Husayn | Muhammad Husayn | Muhammad Husayn | Muhammad Husayn | Muhammad Husayn | Muhammad Husayn |                 |                 | Ibrahim Husayn  | Ibrahim Husayn  | Ibrahim Husayn  | Ibrahim Husayn  | Ibrahim Husayn  | Ibrahim Husayn  |  |  | Masud Husayn | Masud Husayn | Masud Husayn | Masud Husayn | Masud Husayn | Masud Husayn |  |  | Akil | Akil | Akil | Akil | Akil | Akil |  |  |  |  |  |  |  |  |  |  |  |  |  |  |  |  |  |  |  |  |  |  |  |  |
|  |  |          |          |          |          |          |          |                       |               |               |               |                            |               |               |               |               |               |                 |                 |                 |                 |                 |                 |                 |                 |                 |                 |                 |                 |                 |                 |  |  |              |              |              |              |              |              |  |  |      |      |      |      |      |      |  |  |  |  |  |  |  |  |  |  |  |  |  |  |  |  |  |  |  |  |  |  |  |  |
|  |  | Sikandar | Sikandar | Sikandar | Sikandar | Sikandar | Sikandar |                       |               |               |               | Mahmud Sultan              | Mahmud Sultan | Mahmud Sultan | Mahmud Sultan | Mahmud Sultan | Mahmud Sultan |                 |                 |                 |                 |                 |                 |                 |                 | Muzaffar Husayn | Muzaffar Husayn | Muzaffar Husayn | Muzaffar Husayn | Muzaffar Husayn | Muzaffar Husayn |  |  |              |              |              |              |              |              |  |  |      |      |      |      |      |      |  |  |  |  |  |  |  |  |  |  |  |  |  |  |  |  |  |  |  |  |  |  |  |  |